# Simon Hector
Simon Hector, född 12 juli 1997, är en svensk orienterare som tävlar för Huddinge-klubben Snättringe SK. 
Hector har fem medaljer från Junior-VM, varav ett guld från stafetten 2014. Med 13 guld är Hector den med flest guldmedaljer från Junior-SM genom tiderna. Hector har även tagit fyra guld vid Ungdoms-SM samt vunnit totalsegern i juniorklasserna vid Swedish League 4 gånger och totalsegern i O-ringen 8 gånger i ungdoms- och juniorklasserna.
Som senior ingår han i det svenska utvecklingslandslaget och han har  vunnit SM-brons (2019) i ultralång) och SM-guld (2024) , SM-silver (2021 och 2025) och SM-brons (2022) i nattorientering.

## Extern källa
- http://www.simonhector.se/